# Alberto Mascareñas Navarro
Alberto Mascareñas Navarro (Guaymas, Sonora; 10 de marzo de 1876-Ciudad de México, 26 de diciembre de 1944) fue un economista, diplomático y político mexicano. Se desempeñó como el primer director general del Banco de México de 1925 a 1932, durante las presidencias de Plutarco Elías Calles y Emilio Portes Gil.

## Biografía
Nieto de Cayetano Navarro y Cayetano Mascareñas este último quien fue gobernador del Estado de Durango durante el régimen del presidente Benito Juárez, sus Padres Manuel Mascareñas Porras (1848-1936) y María Luisa Navarro Montijo (1852-1942).
Realizó estudios en diferentes universidades de México y Estados Unidos. En Hermosillo, Sonora; en Los Ángeles, California y en la Universidad de Santa Clara en San José, California. 
Inició su carrera en el Banco de Sonora en Chihuahua como subgerente de esta sucursal, continuando, también en el banco en Nogales, Sonora. En el Primer Ayuntamiento Libre de Hermosillo fue síndico en el año de 1911. 
Su carrera diplomática comenzó en 1918 con el cargo de Cónsul General de México en San Francisco, California en Estados Unidos. Posteriormente continuó esta labor en La Habana, Cuba; en Londres y en Liverpool en la Gran Bretaña; y regresa a Estados Unidos al consulado de Nueva York.
Como agente financiero, su trayectoria lo llevó a la Subsecretaría de Hacienda en 1924. Al ser gerente de la Comisión Monetaria convocada por Alberto J. Pani participa activamente en la organización y fundación del Banco de México el 1 de septiembre de 1925, al lado de importantes personalidades como Manuel Gómez Morin y Elías de Lima. Fue el primer director-gerente del Banco, que nació como banco central, pero al principio desempeñó también funciones de banca comercial. A raíz de la obligatoriedad de circulación de los billetes del Banco de México, a principios de los años treinta, dejó de ser banco comercial y funcionó ya como el único banco de emisión en México, con todas las funciones de un banco central.
A continuación ocupa el cargo de Consejero del Banco Agrícola y del Ferrocarril Mexicano. Es también Fundador de la Comisión Nacional Bancaria y de la Asociación de Banqueros.
Dentro del Banco de México creó el Departamento de Turismo en 1928 que se encargado de labores de promoción y relaciones públicas; fue dirigido por Julio René Poulat.
Asimismo, desde el Banco de México, promovió la creación de la Escuela Bancaria en 1929 que, años después se convertiría en la Escuela Bancaria y Comercial. Su objetivo era capacitar al personal de la institución y contribuir a la reconstrucción de la banca tras los movimientos revolucionarios, reuniendo a un destacado claustro docente en el que participaron los contadores Roberto Casas Alatriste, Tomás Vilchis, Alejandro Prieto Llorente y Alfredo Chavero e Híjar; los abogados: Eduardo Suárez Aránzolo, Enrique González Aparicio, Miguel Palacios Macedo y Francisco González de la Vega; junto con importantes intelectuales como Alfonso Caso y José Luis Osorio Mondragón. La Escuela fue una iniciativa de Manuel Gómez Morin y estuvo dirigida por Agustín Loera y Chávez.
A su salida del Banco en 1938 Alberto Mascareñas Navarro continuó su labor diplomática en Londres, como Ministro plenipotenciario. 
Murió en la Ciudad de México el 26 de diciembre de 1944.